# Benoît Menni
Benoît Menni (en italien Benedetto Menni), né le 11 mars 1841 à Milan et mort le 24 avril 1914 à Dinan), est un religieux catholique italien de la fin du XIXe et du début du XXe siècle, membre de l'Ordre des hospitaliers de Saint Jean de Dieu, fondateur de la congrégation des Sœurs hospitalières du Sacré-Cœur de Jésus. Il s'est occupé toute sa vie des enfants malades et des malades mentaux. Il est reconnu bienheureux puis saint par l'Église catholique, et fêté le 24 avril.

## Biographie

### Enfance et vocation
Angelo Ercole Menni est né à Milan le 11 mars 1841, dans une famille de 15 enfants dont il était le cinquième. Son père était commerçant, toute sa famille était très pieuse. Le chapelet était dit tous les jours en commun, on s'occupait des pauvres et des malades et Angelo Ercole (surnommé Ercolino) récitait son rosaire et communiait aussi tous les jours. De plus, il priait longuement devant un tableau de la Madone, ce qui sera peut-être à l'origine de sa particulière dévotion mariale.
Il avait 18 ans quand, en juin 1859, lorsque la ville de Milan accueillit les blessés de la bataille de Magenta. Il se porta alors volontaire comme brancardier, et c'est à ce moment-là, qu'il prit la décision d'orienter sa vie future vers les malades et tous ceux qui souffrent.
Angelo Ercole entra en 1860 chez les Frères de Saint-Jean-de-Dieu, où il reçoit le nom de Frère Benoît.  
Rapidement, il demanda au Père Général de l'Ordre d'aller achever ses études de théologie à Rome parce qu'il avait un grand respect et une grande dévotion pour le Saint-Père : « Ce que dit le Pape vient du ciel » affirmait-il.
Benoît est ordonné prêtre en 1866, et le Père Général de l'Ordre le prend comme secrétaire. Dès 1867, observant ses grandes qualités, il lui demande, en accord avec le Pape, d'aller restaurer l'Ordre hospitalier de saint Jean de Dieu en Espagne. Benoît était jeune, il n'avait que 26 ans, et ne parlait pas du tout l'espagnol, le Pape l'encouragea en lui disant : « Va en Espagne, mon fils, avec la bénédiction du ciel ; va restaurer l'Ordre à son berceau même ».

### Son œuvre en Espagne
À cette époque, l'Espagne était en plein troubles religieux et politiques. Les lois anti-cléricales avaient pratiquement détruit l'Ordre. Toutefois, Benoît put, dès son arrivée à Barcelone en octobre 1867, créer un petit hôpital asile pouvant accueillir une douzaine de malades.
Il dut aussi subir bon nombre de péripéties douloureuses, vivre dans la clandestinité, menacé d'être expulsé par tous épisodes en rapport avec les guerres carlistes qui sévissaient.
En 1877, Benoît parvint à ouvrir un hôpital psychiatrique à Ciempozuelos, nanti d'équipements modernes et pratiquant des thérapies de pointe. Il eut le soin de s'entourer de personnels tout à fait compétents, et surtout s'efforça de changer la vision que l'on avait encore de la maladie mentale, maudite et incurable, que l'on ne comprenait pas et savait encore moins soigner. Il recommandait à propos des malades mentaux : « Soignez-les comme des enfants mais considérez-les comme des personnes ».
C'est au même endroit, en 1881 qu'avec deux jeunes filles originaires de Grenade, il fonda la congrégation des Sœurs hospitalières du Sacré-Cœur de Jésus. Les débuts furent très difficiles, la première supérieure sera assassinée par une malade mentale, le travail est énorme, les bonnes volontés rares.
Malgré tout, les vocations et les fondations se multiplient, 15 pour les sœurs, 24 pour les frères, et s'étendent au Portugal, en France et au Mexique. Quant au père Benoît, il est réélu quatre fois de suite comme Provincial d'Espagne, et n'hésite pas à se dépenser pour ses fondations et à veiller à toute défaillance.

### La fin de sa vie
En 1911, par un Motu proprio, le Pape Pie XI nomme Benoît Menni Supérieur Général de l'Ordre.
Ce dernier dut alors affronter une grave et vindicative contestation tant à l'extérieur qu'à l'intérieur de l'Ordre. Sans perdre son calme et son espérance, il donna sa démission à l'Assemblée générale des Provinciaux de 1912 et se rendit à Rome pour en informer le Pape.
Il dut alors s'exiler en France, à Paris, mais les persécutions continuaient. Il fut alors envoyé à Dinan, où il mourut en 1914.
Son corps fut ramené à Ciempozuelos, où il repose près de la maison mère des sœurs et où la ferveur populaire l'accompagne encore.

## Béatification - Canonisation
- Benoît Menni a été béatifié le 23 juin 1985 par le Pape Jean-Paul II[2],
- et canonisé le 21 novembre 1999 par le Pape Jean-Paul II[2].
- Sa fête est fixée au 24 avril d’après le Martyrologe romain[2].

## Sources
- Osservatore Romano : 1985 n.27 p. 1  -  1999 n.47 p. 1-4 - n.48 p. 4
- Documentation Catholique : 1985 p. 784  -  1999 n.22 p. 1071-1073